# Операција Уједињених нација у Конгу
Списак мировних мисија Уједињених нација
Операција Уједињених нација у Конгу (ONUC) била је мировна снага Уједињених нација у Републици Конго, која је успостављена након Резолуције савета безбедности Уједињених нација 143 од 14. јула 1960. године. да помогне да се успостави стабилност у Конгу након што је пао у сукоб и неред након независности. ОНУЦ је била прва мировна мисија УН са значајном војном снагом. Повучена је 1964. године.
Након акција Савета безбедности, основана је Организација уједињених нација у Конгу. Да би извршио ове задатке, генерални секретар је успоставио Снаге уједињених нација - на врхунцу снаге од скоро 20.000. Снаге УН-а боравиле су у Конгу између 1960. и 1964. године и прошле су транзицију из мировног присуства у војну силу.
Главни циљеви ОНУЦ-а остали су доследни од прве до пете резолуције. Он је имао двоструку сврху повлачења белгијског војног особља и пружања војне помоћи како би се осигурала унутрашња стабилност. Узастопне резолуције Већа сигурности додале су и разрадиле почетни мандат, али нису фундаментално промениле циљеве операције. То је било посебно значајно јер је инвазија Белгије прекршила норму суверенитета, а други циљ је био да се спријечи да земља постане држава хладног рата.
Прве трупе су стигле у Конго 15. јула 1960. године, а многе од њих су превезене ваздушним снагама Сједињених Држава у склопу операције Нова трака.
Премијер Патрис Лумумба, незадовољан одбијањем Дага Хамаршелда да употреби трупе УН-а како би покорио побуну у Катанги, одлучио је да покуша инвазију на Катангу и обратио се Совјетском Савезу за помоћ. Покушај инвазије никада није стигао до Катанге, али је довео до раздора унутар централне владе, колапса централне владе, и на крају до Лумумбиног хапшења у децембру и погубљења у Катанги у фебруару 1961. Тек тада је Савет безбедности Уједињених нација изричито одобрио употребу сила у сврхе изван самоодбране.

## Наслеђе

### Евалуација ефикасности
Током прве три године рада, ONUC је успео да успешно побољша унутрашњу безбедност Конга. Уочи одласка ONUC-а, Адула је објавио преко радија да је мисија "одлучујући фактор" у обнови јединства Конга и да је поставила "охрабрујући преседан" за интервенцију у земљама у развоју.

### Утицај на Конго
У годинама након кризе у Конгу, већина Конгоџана је сматрала ONUC као непожељно страно мешање у послове њихове земље.

### Ефекти на Уједињене нације
ONUC је била прва мировна мисија УН-а која је примењивала снагу као средство за спровођење одлука Савета безбедности. То је била и прва мисија која је спровела зону забране летења и ембарго на оружје.